# Crateri di Rea
Segue una lista dei crateri d'impatto presenti sulla superficie di Rea. La nomenclatura di Rea è regolata dall'Unione Astronomica Internazionale; la lista contiene solo formazioni esogeologiche ufficialmente riconosciute da tale istituzione.
I crateri di Rea portano i nomi di personaggi e luoghi legati a miti della creazione di varie culture.

## Prospetto
| Cratere     | Eponimo | Latitudine | Longitudine | Diametro |
| ----------- | --- | ---------- | ----------- | -------- |
| Aananin     | Aananin - Divinità coreana dei Cieli. | 34,9° N    | 339,9° W    | n.d.     |
| Abassi      | Abassi - Dio del cielo creatore della prima coppia di uomini nella mitologia della popolazione Efik.                                           | 21,3° S    | 146,5° W    | 87,2 km  |
| Adjua       | Adjua - Mitologica eroina e capostipite del popolo Ulci nel Territorio di Chabarovsk (Russia).                                                 | 40,2° N    | 118,9° W    | n.d.     |
| Agunua      | Agunua - Il dio supremo nel pantheon del popolo dell'isola di San Cristóbal (Isole Salomone).                                                  | 63,3° N    | 66,2° W     | n.d.     |
| Ambat       | Ambat - Creatore delle isole nella cultura dell'isola di Malekula (Vanuatu).                                                                   | 76,4° S    | 301,7° W    | 42,9 km  |
| Ameta       | Ameta - Nel folklore dell'isola di Ceram (Indonesia) è colui dal cui sangue nasce Hainuwele.                                                   | 53,3° N    | 21,9° W     | n.d.     |
| Amma        | Amma - Creatore nell'universo nella cultura dei Dogon (Mali).                                                                                  | 26,4° S    | 282,7° W    | 31,4 km  |
| Amotken     | Amotken - Divinità della creazione nella cultura degli Salish.                                                                                 | 0,7° N     | 202,7° W    | 64,6 km  |
| Anansi      | Anansi - Ragno antropomorfo creatore del sole, della luna, delle stelle e dell'umanità nella cultura degli Ashanti (Ghana).                    | 63° S      | 213,6° W    | 49 km    |
| Anguta      | Anguta - Supremo essere creatore per gli Inuit, padre della dea Sedna.                                                                         | 25,7° N    | 190° W      | 46,7 km  |
| Arunaka     | Arunaka - Il creatore di tutte le cose nella religione inca.                                                                                   | 15,3° S    | 22,1° W     | n.d.     |
| Atabei      | Atabei - Dea madre nella cultura dei Taino (Porto Rico).                                                                                       | 16° N      | 250,7° W    | 30,4 km  |
| Atum        | Atum - Dio creatore nella teologia eliopolitana.                                                                                               | 47,1° S    | 1,1° W      | n.d.     |
| Awonawilona | Awonawilona - Divinità donatrice di vita nella mitologia degli Zuñi.                                                                           | 37,3° S    | 150,3° W    | 49,8 km  |
| Bulagat     | Bulagat - Mitologico capostipite dei Buriati in Buriazia (Russia).                                                                             | 38,2° S    | 15,2° W     | n.d.     |
| Bumba       | Bumba - Dio creatore dei Bushongo (Zaire). | 63,1° N    | 50,4° W     | n.d.     |
| Burkhan     | Burkhan - Dio creatore dei Buriati in Buriazia (Russia).                                                                                       | 66,8° N    | 310,6° W    | n.d.     |
| Chingaso    | Chingaso - La consorte di Kumpara, dio creatore nella mitologia dei Jívaro (Ecuador).                                                          | 17,1° S    | 106° W      | 47,8 km  |
| Con         | Kon - Dio della pioggia e del vento nella religione inca.                                                                                      | 25,8° S    | 12,7° W     | n.d.     |
| Dangun      | Dan-gun - Mitologico capostipite della nazione coreana, figlio di Hwanung e nipote di Hwanin.                                                  | 7,2° N     | 208° W      | 77,5 km  |
| Djuli       | Djuli - Primo uomo nella cultura dei Neghidahan (Ucraina).                                                                                     | 31,2° S    | 46,7° W     | n.d.     |
| Dohitt      | Dohitt - Creatore della Terra e dell'umanità nella cultura dei Mosetén (Bolivia).                                                              | 18° S      | 74,1° W     | 93,4 km  |
| Dotet       | Dotet - Dio creatore delle pianure subartiche nella cultura dei Ket (Russia).                                                                  | 45,9° S    | 204,7° W    | 40,4 km  |
| Ehecatl     | Ehecatl - Dio del vento e uno dei creatori del mondo nella mitologia azteca.                                                                   | 54,7° S    | 175,6° W    | 93,6 km  |
| Ellyay      | Ellyay - Primo uomo nella cultura degli Jakuti in Jakuzia (Russia).                                                                            | 71,4° N    | 91,8° W     | n.d.     |
| Enkai       | Enkai - Dio creatore nella cultura dei Masai (Tanzania, Kenya).                                                                                | 38° N      | 246,3° W    | 48,4 km  |
| Faro        | Faro - Nella cultura Mandé, la Terra fu purificata dalla sua uccisione sacrificale per purificarla dai peccati del gemello Pemba.              | 45,3° N    | 114° W      | n.d.     |
| Fatu        | Fatu - Il primo uomo nella cultura polinesiana di Samoa.                                                                                       | 7,7° N     | 176,1° W    | 88 km    |
| Fuxi        | Fu Xi - Mitico sovrano cinese, sposo di Nüwa, da cui ha origine l'umanità.                                                                     | 5,5° S     | 124,2° W    | 47,2 km  |
| Gborogboro  | Gborogboro - Il primo uomo, compagno di Meme, nella cultura dei Lugbara (Uganda).                                                              | 12,7° S    | 162,2° W    | 62,5 km  |
| Glooskap    | Glooskap - Figlio della Grande Madre Terra e creatore delle piante, degli animali e degli uomini nella cultura degli Algonchini.               | 35° S      | 57,2° W     | 63,2 km  |
| Gmerti      | Gmerti - Nella mitologia georgiana dio creatore e custode dell'ordine del mondo.                                                               | 52° S      | 192,6° W    | 57,2 km  |
| Gucumatz    | Gucumatz - Dio creatore nella mitologia maya.                                                                                                  | 37° N      | 175,8° W    | 68,6 km  |
| Haik        | Haik d'Armenia - Mitologico capostipite degli Armeni.                                                                                          | 36,6° S    | 29,3° W     | n.d.     |
| Haoso       | Haoso - Il creatore di tutte le cose per i Manciù.                                                                                             | 8,3° N     | 12,5° W     | n.d.     |
| Heller      | Heller - La divinità creatrice dell'umanità e apportatrice della civilizzazione per gli indios Auracanin.                                      | 10,1° N    | 315,1° W    | n.d.     |
| Huracan     | Huracan - Nella mitologia maya dio del fuoco, del vento e delle tempeste, partecipo alla creazione dell'uomo.                                  | 53,2° N    | 188,5° W    | 71,2 km  |
| Imberombera | Imberombera - Grande madre, compagna di Wuraka, nella mitologia dei Kakadu (Australia).                                                        | 33,3° S    | 216,7° W    | 47,2 km  |
| Imra        | Imra - Dio supremo, creatore degli altri dei e dell'uomo, nella teologia dei Kafir (Afghanistan).                                              | 19° N      | 134,2° W    | 28 km    |
| Inktomi     | Inktomi - Spirito, "il Ragno", creatore del tempo, dello spazio e del linguaggio Nella cultura dei Dakota (Stati Uniti d'America).             | 14,1° S    | 112,1° W    | 47,2 km  |
| Inmar       | Inmar - Dio creatore nella cultura degli Udmurti (Russia).                                                                                     | 2,3° S     | 301,6° W    | 54,8 km  |
| Iraca       | Iraca - Dio creatore trasformatosi nella Luna nella religione inca.                                                                            | 39,4° N    | 112,1° W    | n.d.     |
| Itciai      | Itciai - Dio giaguaro creatore delle acque dei fiumi nella cultura degli Yaruro (Venezuela).                                                   | 17,8° S    | 349° W      | 39,2 km  |
| Izanagi     | Izanagi - Divinità shintoista, fratello e compagno della dea Izanami, dio creatore, padre di tutti i kami.                                     | 49,4° S    | 310,2° W    | n.d.     |
| Izanami     | Izanami - Divinità shintoista, sorella e compagna del dio Izanagi, dea creatore, madre di tutti i kami.                                        | 46,3° S    | 313,4° W    | n.d.     |
| Jumo        | Jumo - Divinità celeste dei Marij, popolazione del Volga.                                                                                      | 52,8° N    | 66,5° W     | n.d.     |
| Juok        | Juok - Dio creatore nella religione degli Scilluc (Sudan).                                                                                     | 37,6° N    | 155° W      | 73,8 km  |
| Kanobo      | Kanobo - Dio supremo nella cultura dei Warao (Venezuela).                                                                                      | 63,8° S    | 37,4° W     | 75,8 km  |
| Karora      | Karora - Dio creatore, nei culti aborigeni australiani, da cui sogni nascono animali e uomini.                                                 | 5,9° N     | 20,1° W     | n.d.     |
| Karusakaibo | Karusakaibo - Dio supremo nella cultura dei Munduruku (Brasile).                                                                               | 14,2° S    | 220,7° W    | 43,4 km  |
| Khado       | Khado - Mitologico primo sciamano dei Nganasani che diede forma al mondo.                                                                      | 41,6° N    | 359,1° W    | n.d.     |
| Khutsau     | Khutsau - Dio creatore della Terra nella cultura degli Osseti.                                                                                 | 44,5° N    | 206,9° W    | 52,4 km  |
| Kiho        | Kiho-tumu - Il dio supremo nella mitologia degli indigeni delle Isole Tuamotu (Polinesia francese).                                            | 11,1° S    | 358,7° W    | n.d.     |
| Kuksu       | Kuksu - Divinità che, con il fratello Madumda, creò il mondo nella cultura dei Pomo (California).                                              | 25,3° N    | 288,7° W    | 34,6 km  |
| Kuma        | Kuma - Dea della Luna, creatrice di ogni cosa nella cultura degli Yaruro (Venezuela).                                                          | 10° N      | 277,2° W    | 50 km    |
| Kumpara     | Kumpara - Dio creatore nella mitologia dei Jívaro (Ecuador).                                                                                   | 9,6° N     | 327,1° W    | n.d.     |
| Kurkyl      | Kurkyl - Corvo creatore nella cultura dei Ciukci (Russia).                                                                                     | 39,9° S    | 113,7° W    | 57,1 km  |
| Leza        | Leza - Dio creatore delle condizioni di vita per nella cultura indigena di Tonga.                                                              | 21,8° S    | 309,2° W    | n.d.     |
| Ligoupup    | Ligoupup - Dea della Terra, creatrice dell'universo con il marito Anulap, nella cultura della Micronesia.                                      | 14,5° S    | 46,2° W     | 78,8 km  |
| Lowa        | Lowa - Dio creatore nella cultura indigena delle Isole Marshall.                                                                               | 40,9° N    | 16,6° W     | n.d.     |
| Lowalangi   | Lowalangi - Dio celeste creatore dell'umanità nella cultura dell'isola di Nias (Indonesia).                                                    | 36,5° S    | 250° W      | 53 km    |
| Luli        | Luli - Strolaga che raccolse della creta dal fondo dell'oceano per creare una terra nei miti dei Mansi (Siberia occidentale).                  | 46,5° N    | 243,1° W    | 52,4 km  |
| Lumawig     | Lumawig - Grande Spirito che creò gli uomini tagliando delle canne fluviali nella cultura degli Igorot (Filippine).                            | 58° N      | 136,5° W    | 49,8 km  |
| Madumda     | Madumda - Divinità che, con il fratello Kuksu, creò il mondo nella cultura dei Pomo (California).                                              | 36,9° S    | 64,8° W     | 82,6 km  |
| Maheo       | Maheo - Grande spirito creatore del mondo nella cultura dei Cheyenne (Stati Uniti d'America).                                                  | 31,6° N    | 281,7° W    | 29,8 km  |
| Malunga     | Mulungu - Dio creatore nella mitologia bantu.                                                                                                  | 65,1° N    | 56,2° W     | n.d.     |
| Mamaldi     | Mamaldi - Dea creatrice del continente asiatico nella cultura degli Hezhen (Russia).                                                           | 14° N      | 184° W      | 480 km   |
| Manoid      | Manoid - Dea progenitrice della prima donna nella cultura dei Negritos della penisola malese, compagna di Pedn.                                | 29,5° N    | 8,5° W      | n.d.     |
| Mbir        | Mbir - Dio creatore, che apparve inizialmente come verme nell'acqua primordiale e poi si fece uomo, nella cultura dei Guaraní.                 | 46,6° N    | 311,9° W    | 46 km    |
| Melo        | Melo - Il primo uomo, fratello e sposo di Shedi, nella cultura dei Minyong in India.                                                           | 53,2° S    | 7,1° W      | n.d.     |
| Mubai       | Mubai - Divinità celeste tibetana. | 55,8° N    | 20,2° W     | n.d.     |
| Mumbi       | Mumbi - Mitica progenitrice, con il marito Gikuyu, dei Kikuyu (Kenya).                                                                         | 1,9° S     | 131,2° W    | 67,2 km  |
| Nainema     | Nainema - Dio creatore nella cultura degli Uitoto (Colombia).                                                                                  | 25,5° N    | 346,4° W    | 53,8 km  |
| Napi        | Napi - Dio creatore della terra, degli animali e dell'uomo nella cultura dei Piedi Neri (Canada-USA).                                          | 26,9° N    | 174,8° W    | 55,8 km  |
| Nareau      | Nareau - Creatore dell'universo che creò il mondo dal guscio di una vongola nella cultura di Kiribati.                                         | 24,9° S    | 241,9° W    | 73,6 km  |
| Ndu         | Ndu - Dio supremo creatore dell'uomo e del fuoco nella cultura degli Sre e dei Ma (Vietnam).                                                   | 22,4° S    | 291,3° W    | 33,4 km  |
| Nishanu     | Nishanu - Spirito creatore e signore del cielo nella cultura degli Arikara (Dakota del Nord).                                                  | 9° S       | 129° W      | 103,4 km |
| Nishke      | Nishke - Dio creatore del cielo e della Terra nella cultura dei Mordvini (Russia).                                                             | 3,8° N     | 49° W       | 74,2 km  |
| Num         | Num - Divinità celeste dei Nenci e dei Selcupi, popolazioni samoiede della Siberia settentrionale.                                             | 24° N      | 92,7° W     | n.d.     |
| Nzame       | Nzambi - Signore del cielo e creatore di ogni cosa nella cultura dei fang.                                                                     | 9° N       | 24,9° W     | 119,4 km |
| Obatala     | Obatala - Dio creatore nella mitologia yoruba (Nigeria).                                                                                       | 1,1° S     | 269,7° W    | 67,2 km  |
| Okikurumi   | Okikurumi - Dio del cielo che dona la civilizzazione insegnando caccia e pesca nella mitologia degli Ainu (Giappone).                          | 17,52° S   | 250,83° W   | 12 km    |
| Olorun      | Olorun - Dio creatore dell'uomo nella mitologia yoruba (Nigeria).                                                                              | 24,7° N    | 155,4° W    | 58,4 km  |
| Ormazd      | Ahura Mazdā - Divinità suprema dello zoroastrismo.                                                                                             | 52,5° N    | 58,5° W     | n.d.     |
| Pachacamac  | Pachacamac - Dio creatore nella religione inca.                                                                                                | 23,4° S    | 83,7° W     | 46,8 km  |
| Pan Ku      | Pan Ku - Dio creatore nella mitologia degli Hmong.                                                                                             | 65,7° N    | 107,7° W    | n.d.     |
| Pedn        | Pedn - Dio progenitore del primo uomo nella cultura dei Negritos della penisola malese, compagna di Manoid.                                    | 46° N      | 351,7° W    | n.d.     |
| Pokoh       | Pokoh - Divinità creatrice di ogni cosa nella cultura dei Pallawonaps (California).                                                            | 71,7° S    | 326,4° W    | 45,2 km  |
| Pouliuli    | Pouliuli - Il primo essere maschile, progenitore con Powehiwehi di tutte le creature dell'oceano, nella mitologia hawaiana.                    | 16,9° S    | 284,4° W    | 59,8 km  |
| Powehiwehi  | Powehiwehi - Il primo essere maschile, progenitore con Pouliuli di tutte le creature dell'oceano, nella mitologia hawaiana.                    | 8,2° S     | 280,4° W    | 271,2 km |
| Puntan      | Puntan - Essere primogenito il cui corpo formò il mondo nella cultura dei Chamorro (Isola di Guam).                                            | 33,9° N    | 292,4° W    | 33 km    |
| Purusa      | Puruṣa - Essere primordiale increato che diede origine al mondo secondo i Veda.                                                                | 21,2° S    | 167,8° W    | 96,7 km  |
| Qat         | Qat - Nella cultura indigena delle Nuove Ebridi, dea nata da una roccia che forgiò gli uomini dagli alberi .                                   | 23,8° S    | 351,6° W    | n.d.     |
| Quwai       | Quwai - Dio che creò le rocce e i torrenti riempiendoli di pesci nella cultura dei Cuebo (Colombia).                                           | 19,6° N    | 66° W       | 38,8 km  |
| Samni       | Samni - Dio primigenio, padre degli altri dei nella mitologia dei Jingpo (Birmania).                                                           | 47,7° S    | 90,7° W     | 101,4 km |
| Seveki      | Seveki - Il creatore della Terra e dell'uomo nella cultura degli Evenchi (Siberia).                                                            | 12,9° N    | 164,7° W    | 89,1 km  |
| Shedi       | Shedi - La prima donna, sorella e sposa di Melo, nella cultura dei Minyong in India.                                                           | 53,5° S    | 346,8° W    | 47,6 km  |
| Sholmo      | Sholmo - Diavolo creatore nella cultura dei Buriati in Buriazia (Russia).                                                                      | 12° N      | 346,4° W    | n.d.     |
| Shuzanghu   | Shuzanghu - Essere maschile preesistente che con la compagna Zumiang-Nui creò la Terra e il cielo nella cultura dei Dhammai (India).           | 74,9° S    | 10,3° W     | 47,8 km  |
| Singbonga   | Singbonga - Dio creatore che emerse dalle acque primordiali sorretto da un loto nella cultura dei Birhor (India).                              | 54,8° S    | 146,9° W    | 60,8 km  |
| Taaroa      | Ta'aroa - Dio creatore dell'universo nella cultura tahitiana.                                                                                  | 16,5° N    | 95,5° W     | n.d.     |
| Talapas     | Talapas - Dio dalle sembianze di coyote, creatore di molti luoghi e cose nella cultura dei Chinook.                                            | 16,7° S    | 341,8° W    | 51,6 km  |
| Tane        | Tāne - Dio creatore per i popoli delle Isole Tuamotu.                                                                                          | 12,5° S    | 57,4° W     | 82,6 km  |
| Tasheting   | Tasheting - Dio che creò il primo uomo e la prima donna dalle acque dei ghiacciai nella cultura dei Lapcha (Nepal).                            | 59° S      | 55,5° W     | 60,8 km  |
| Tawa        | Tawa - Divinità solare, padre di ogni cosa nella cultura degli Hopi (Arizona).                                                                 | 17,9° N    | 175,2° W    | 62,2 km  |
| Thunupa     | Thunupa - Divinità creatrice dell'universo nella religione inca.                                                                               | 45,6° N    | 21,3° W     | n.d.     |
| Tika        | Tika - Essere supremo per le antiche popolazioni dell'Abcasia.                                                                                 | 25,1° N    | 84,1° W     | n.d.     |
| Tirawa      | Tirawa - Grande spirito della tribù nativa americana Pawnee, creatore del primo uomo.                                                          | 34,2° N    | 151,7° W    | n.d.     |
| Tore        | Tore - Signore e cretatore dell'Universo nella cultura dei pigmei. Questo cratere è stato scelto per segnare il meridiano fondamentale di Rea. | 0° S       | 335,6° W    | n.d.     |
| Torom       | Torom - Divinità celeste nella cultura degli Ostiachi della Siberia occidentale.                                                               | 68,1° S    | 343,5° W    | n.d.     |
| Tsuki-Yomi  | Tsukuyomi - Dio della Luna nello Shintoismo nato dall'occhio destro di Izanagi.                                                                | 35° N      | 43,8° W     | 35 km    |
| Tulpar      | Tulpar - Mitico cavallo alato emerso dall'oceano primordiale, personificazione del sole, nella cultura dei Kazaki.                             | 56,1° N    | 158,6° W    | 70,4 km  |
| Tuwale      | Tuwale - Dio del sole e del cielo, partecipe della creazione del mondo nella cultura del popolo dell'isola di Ceram (Indonesia).               | 78° S      | 242,4° W    | 59,6 km  |
| Uku         | Uku - Dio supremo nella cultura estone pre-cristiana.                                                                                          | 78,7° N    | 95,5° W     | n.d.     |
| Utleygon    | Utleygon - Dio creatore del mondo nella cultura degli Itelmeni (Russia).                                                                       | 20,1° S    | 194,9° W    | 58,2 km  |
| Vatea       | Vatea - Padre degli dei e degli uomini nella cultura dell'Isola Cook (Polinesia).                                                              | 16° N      | 150,4° W    | 96,6 km  |
| Wak         | Wak - Dio creatore padre dell'universo nella cultura etiope.                                                                                   | 29,6° N    | 194,3° W    | 57,8 km  |
| Wakonda     | Wakonda - Grande spirito creatore di ogni cosa nella cultura dei Sioux (Stati Uniti d'America).                                                | 48,6° N    | 269,7° W    | 123 km   |
| Wende       | Wende - Dio supremo con dimora nel Sole, creatore del cielo e della terra nella cultura dei Mossi (Burkina Faso).                              | 56,3° S    | 226,4° W    | 83 km    |
| Whanin      | Hwanin - Dio creatore dell'universo nella mitologia dangun in Corea.                                                                           | 66,9° N    | 115° W      | n.d.     |
| Woyengi     | Woyengi - Dea creatrice che plasmò l'uomo dalla Terra nella cultura degli Ijaw (Nigeria).                                                      | 13,7° N    | 294,5° W    | 43 km    |
| Wulbari     | Wulbari - Dio primigenio del cielo, compagno della dea madre terra nella cultura dei Krachi (Ghana).                                           | 67° N      | 88,9° W     | 33 km    |
| Wuraka      | Wuraka - Gigante capostipite di tutti i popoli nei culti aborigeni australiani.                                                                | 25,1° N    | 4° W        | n.d.     |
| Xamba       | Xamba - Supremo essere creatore nella cultura dei Boscimani.                                                                                   | 2,1° N     | 349,7° W    | n.d.     |
| Xowalaci    | Xowalaci - Dio creatore nella cultura dei Joshua (Oregon).                                                                                     | 2,4° N     | 56,3° W     | 60 km    |
| Xu          | Xu - Supremo essere creatore nella cultura dei Boscimani.                                                                                      | 55° N      | 71,9° W     | n.d.     |
| Yehl        | Yehl - Il Grande Corvo creatore nella cultura dei Tlingit (Alaska).                                                                            | 38° N      | 322,4° W    | 36,8 km  |
| Yu-Ti       | Yù Dì - Il sovrano del paradiso della mitologia cinese, una delle maggiori divinità del pantheon della religione taoista.                      | 50,1° N    | 81,5° W     | n.d.     |
| Zicum       | Zicum - Dea primigenia che diede forma al cielo e alla terra, madre degli dei nella mitologia babilonese.                                      | 50,9° S    | 111,2° W    | 76,8 km  |